# Autostrada D43 (Czechy)
Autostrada D43 (cz. dálnice D43) – była planowana autostrada w Czechach w ciągu drogi E461, o długości 70 km. Łączyć ma Brno z Moravską Třebovą. Trasa powstanie w śladzie planowanej przed II wojną światową autostrady Wiedeń – Wrocław. Do końca 2015 roku planowana była jako droga ekspresowa R43 (rychlostní silnice R43). Obecnie tę drogę ma zastąpić planowana jest jako dwujezdniowa droga krajowa nr 73 na odcinku Brno – Boskovice oraz jednojezdniowa droga krajowa nr 43 Boskovice – Moravská Třebová.